# 南大和ニュータウン
南大和ニュータウン（みなみやまとニュータウン）は、奈良県吉野郡大淀町土田（つった）地区の高台にあるニュータウン。1980年頃、平城開発株式会社（平成15年民事再生法認可）により開発された。

## 交通
- 近鉄吉野線越部駅より徒歩20分程度。
- 近鉄吉野線下市口駅より奈良交通バス（29系統　南大和三丁目行）で十数分（ニュータウン内に、南大和一丁目、同二丁目、同三丁目の3つのバス停のほか、3つの「自由乗降指定地」が存在する）。奈良交通は同路線を2006年9月末で廃止する意向であったが、結局同系統廃止の代替として八木駅 - 下市町岩森間の系統（221系統）の一部を南大和ニュータウン経由とする（222系統を新設）こととなり、同年10月1日より運行を開始した（ただし、本数は大幅に減った）。
- よどりバス（運賃100円）もニュータウン内を走っており、奈良交通とあわせて公共の足となっている。

## その他
- 同町北野（北野台ニュータウン）・福神（花吉野ガーデンヒルズ）とは違い、ニュータウンが開かれた後も町名が新設されなかった。大淀町では同様の例として吉野平ニュータウン（檜垣本1010-XX）がある。バス停や自治会の名称に「南大和1～3丁目」があるが、住所表記上の町名ではない。古くからの土田の集落はニュータウンの南方にある。ニュータウン内の番地は「土田507-XX」となっている。

座標: 北緯34度23分48秒 東経135度48分07秒 / 北緯34.3966587度 東経135.8018839度